# Parevia methaemia
Parevia methaemia là một loài bướm đêm thuộc phân họ Arctiinae, họ Erebidae.